# Wettin-Haus
Das Wettin-Haus steht im Stadtteil Kötzschenbroda der sächsischen Stadt Radebeul in der Moritzburger Straße 1 an der nordwestlichen Straßenecke zur Meißner Straße. Diese Kreuzung war zu DDR-Zeiten als Straßenzug denkmalgeschützt. Das heute dreigeschossige Gebäude von F. A. Bernhard Große ersetzte 1898 ein dort befindliches Restaurationsgebäude wohl aus dem Jahr 1864.

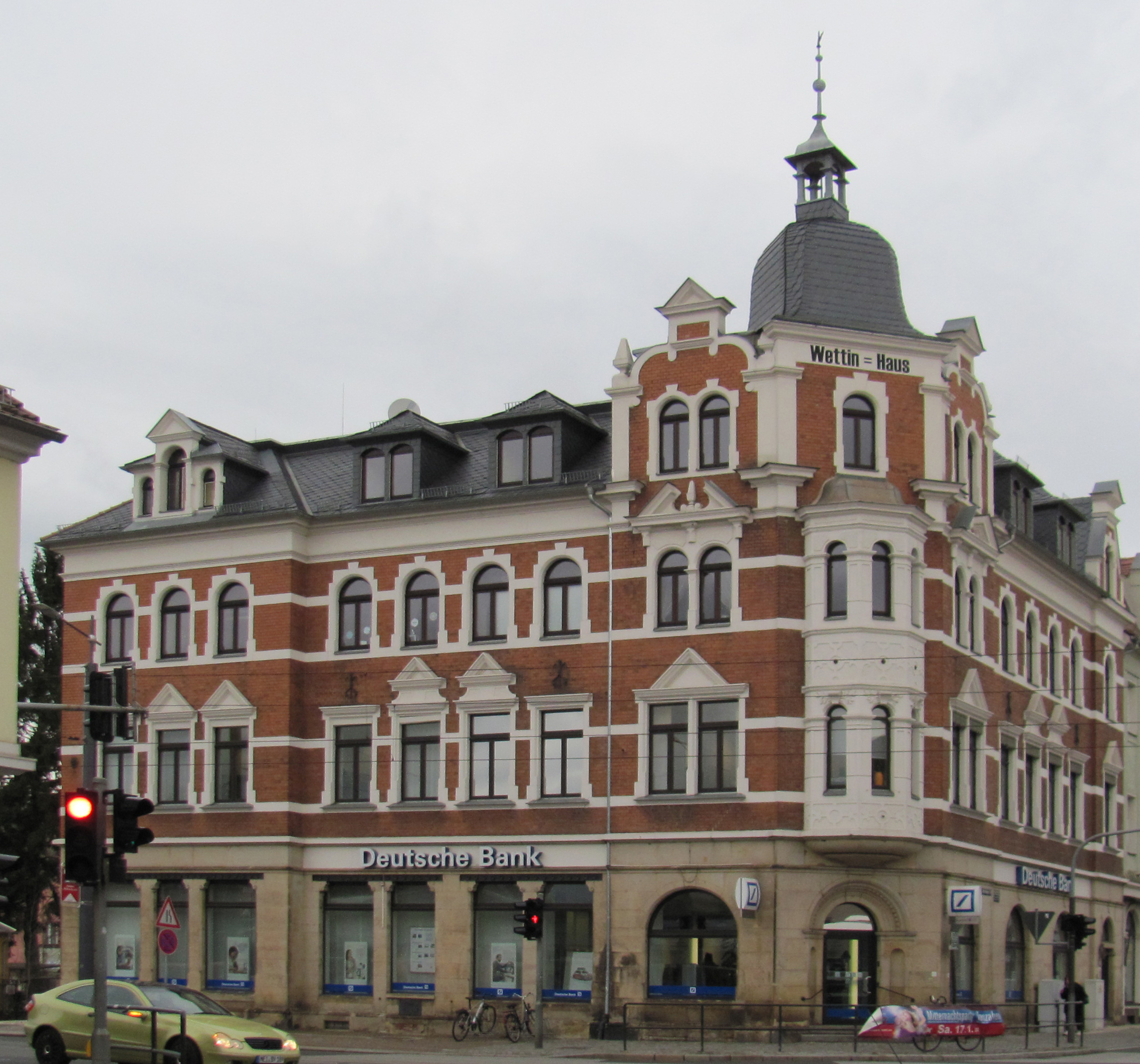
Wettin-Haus

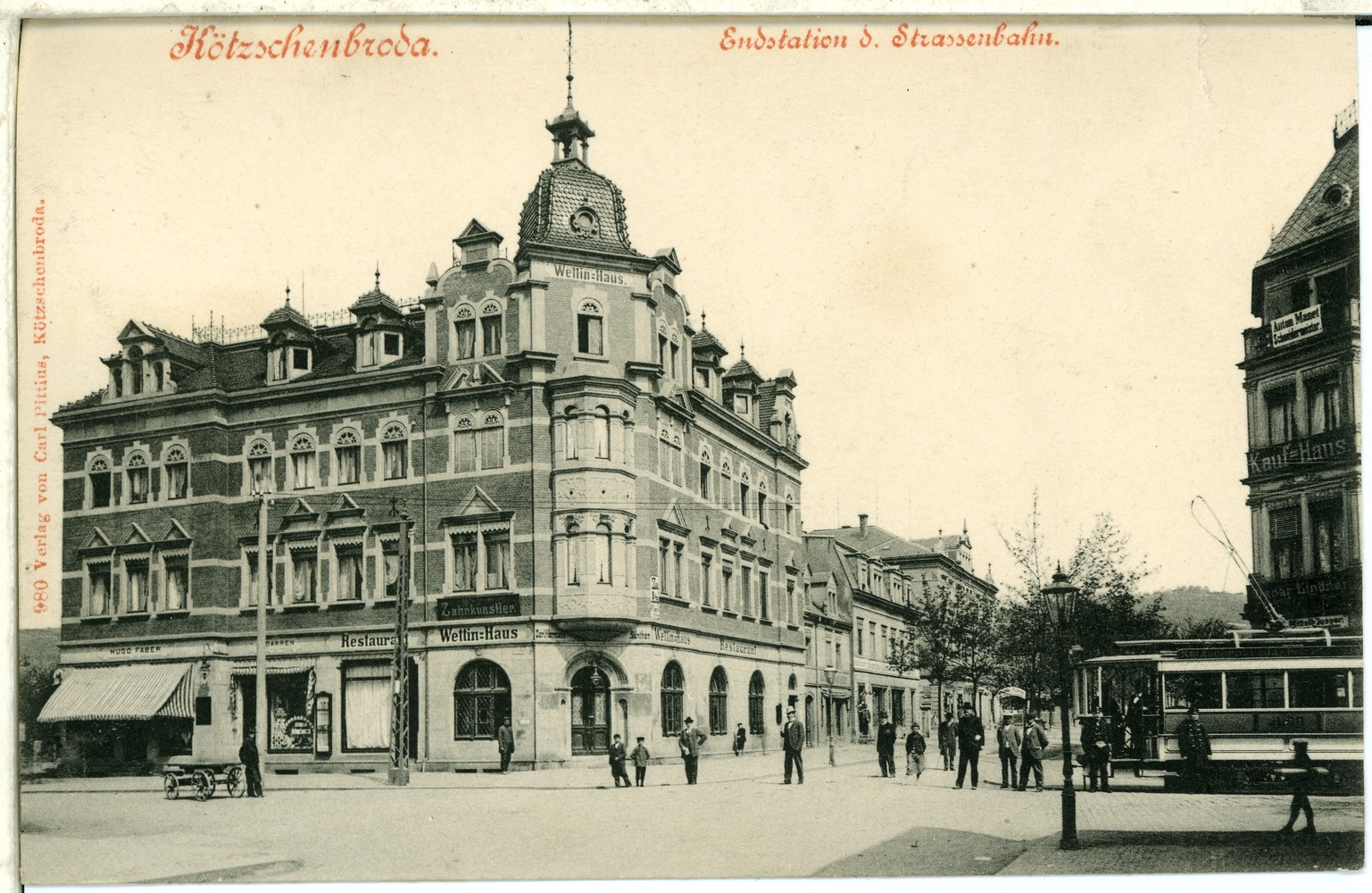
Wettin-Haus (1899). Rechts am Haus sieht man noch den alten Eingeschosser, der heute durch den dreigeschossigen Anbau ersetzt ist.

## Beschreibung

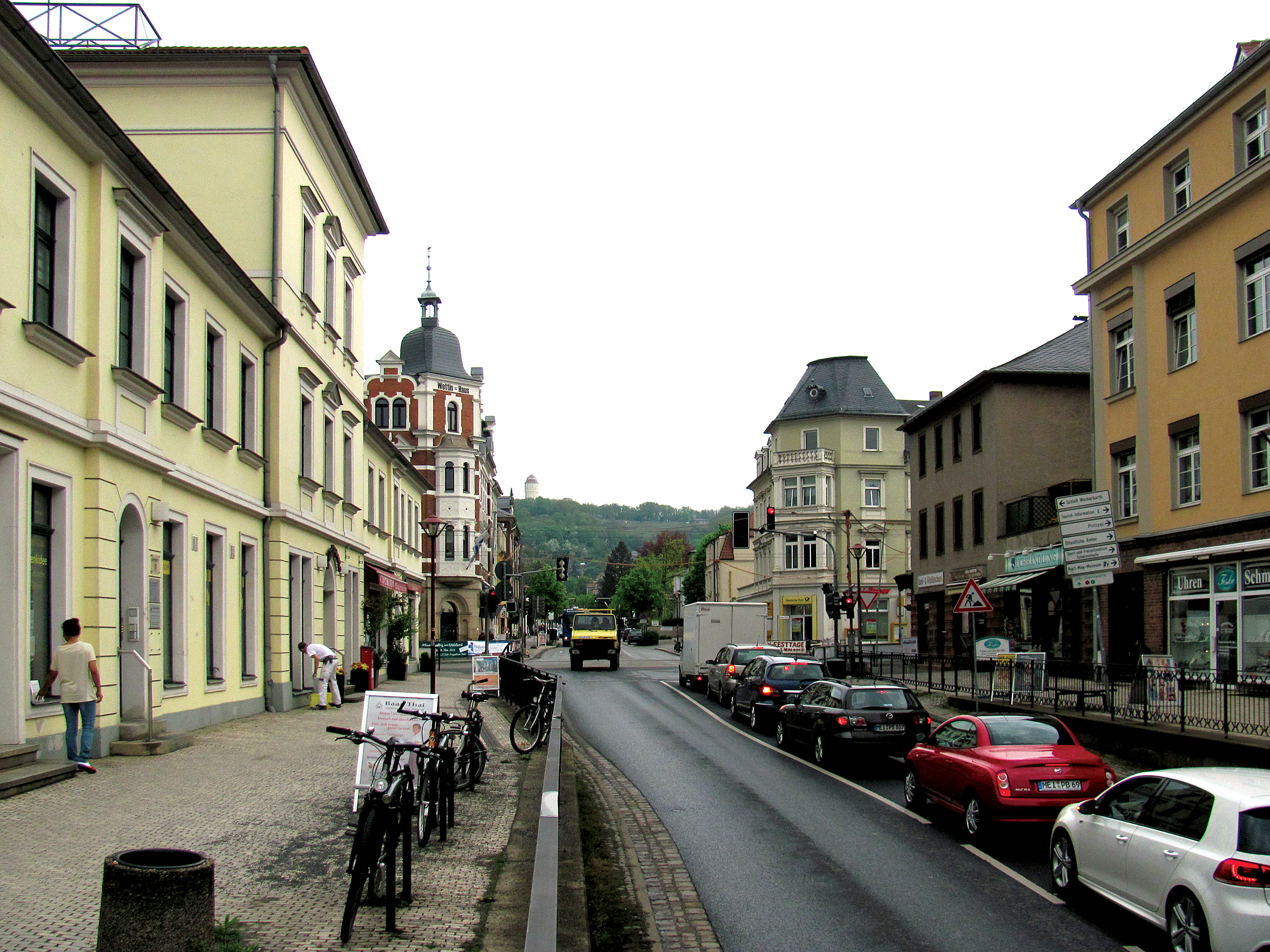
Die Straßenkreuzung mit dem Wettin-Haus, von der Bahnhofstraße aus. Oberhalb der Weinberge im Hintergrund steht der Wasserturm

Das mit dem nördlichen Erweiterungsbau an der Moritzburger Straße unter Denkmalschutz stehende Wohn- und Geschäftshaus steht auf einem Eckgrundstück Moritzburger Straße und Meißner Straße, zu dieser mit einem etwas breiteren Flügel. Das stattliche, dreigeschossige Gebäude steht direkt am Fußweg. Obenauf befindet sich ein ausgebautes, zur Straße hin verschiefertes Plattformdach.
An der Straßenecke steht ein viergeschossiger Eckrisalit mit verbrochener Ecke und einem Sitznischenportal, das in die Geschäftsräume führt. Über diesem tritt ein zweigeschossiger, polygonaler Erker aus der Wand. Seitlich wird das vierte Geschoss jeweils von einem Staffelgiebel begleitet, obenauf wird es von einem glockenförmigen Kuppeldach mit einer Laterne und einer Kugelspitze bekrönt. Unter der Kuppel, zur Straßenkreuzung hin ausgerichtet, findet sich der Häusername Wettin⸗Haus (mit Doppelbindestrich).
Die Seitenflügel bestehen aus einer Abfolge von einer Fensterachse Zwillingsfenstern unter den Staffelgiebeln im Eckrisalit, dann vier Achsen einer nur leichten Rücklage sowie einem nur leicht hervortretenden Seitenrisalit von einer Fensterachse Breite in der Moritzburger Straße, während in der Meißner Straße ein kräftiger hervortretender, dreiachsiger Seitenrisalit das Gebäude begrenzt. Über beiden Seitenrisaliten stehen betonende Dachaufbauten; in dem in der Moritzburger Straße befindet sich der Hauseingang für die Wohnetagen.
Die Schaufenster in der Moritzburger Straße sind rundbogig, während diejenigen in der Meißner Straße außer dem ersten nach dem Mittelportal einen geraden Fenstersturz haben, die aus Sicht-Eisenträgern bestehen, verziert durch Rosettenschmuck aus der Bauzeit. Die rechteckigen Fenster in der ersten Wohnetage werden zumeist von Giebelverdachungen begleitet, die Fenster der darüberliegenden Etage, also des dritten Geschosses, sind rundbogig, wobei die Zwillingsfenster im Eckrisalit durch besonders aufwendige Verdachungen bekrönt werden.
Das historistische Wohn- und Geschäftshaus im Stil der Neorenaissance ist zur Straße hin ein Blendziegel-Bau, dessen Erdgeschoss und Eckerker jedoch aus Sandstein bestehen, ebenso wie die zahlreichen Gliederungselemente und die Fenstergewände. Die Seitenfassaden sind schlicht verputzt mit einfachen Fenstereinfassungen.

## Geschichte
Der Bäcker Carl Adolf Theodor Günther beantragte im November 1896, sein 1864 an der Straßenkreuzung errichtetes Restaurationsgebäude abbrechen und durch einen Neubau ersetzen zu dürfen. Dem Antrag wurde wegen der Größe des geplanten Neubaus nicht stattgegeben. Im Folgesommer erstellte der Maurermeister F. A. Bernhard Große Pläne für ein kleineres Eckgebäude. Dieses wurde im April 1898 mit Ausnahmen von §3 der Localbauordnung von Kötzschenbroda genehmigt. Im Juli 1898 ergingen die Rohbaufertigstellungs-Anzeige und der Aufnahmeantrag in die Brandkasse; die Baurevision vom Dezember 1898 erfolgte ohne wesentliche Beanstandungen.
Für die Ende 1899 bis zur Kreuzung Meißner Straße/Moritzburger Straße verlängerte Lößnitzbahn, eine schmalspurige Überlandstraßenbahn von Mickten aus, befand sich der Wartesaal in der Stehbierhalle der sich im Hause befindlichen Gaststätte.
Der Bäcker Curt Günther ließ sich nach dem Dezember 1916 durch den Dresdner Baumeister Curt Reimer die Erdgeschoss- und Kellerräume der als Gaststätte Wettin-Haus genutzten Räume mit dem Eckeingang für eine Depositenkasse der Dresdner Bank umbauen. Zu DDR-Zeiten war dort eine Filiale der Staatsbank der DDR untergebracht, heute sind dort Geschäftsräume der Deutschen Bank.

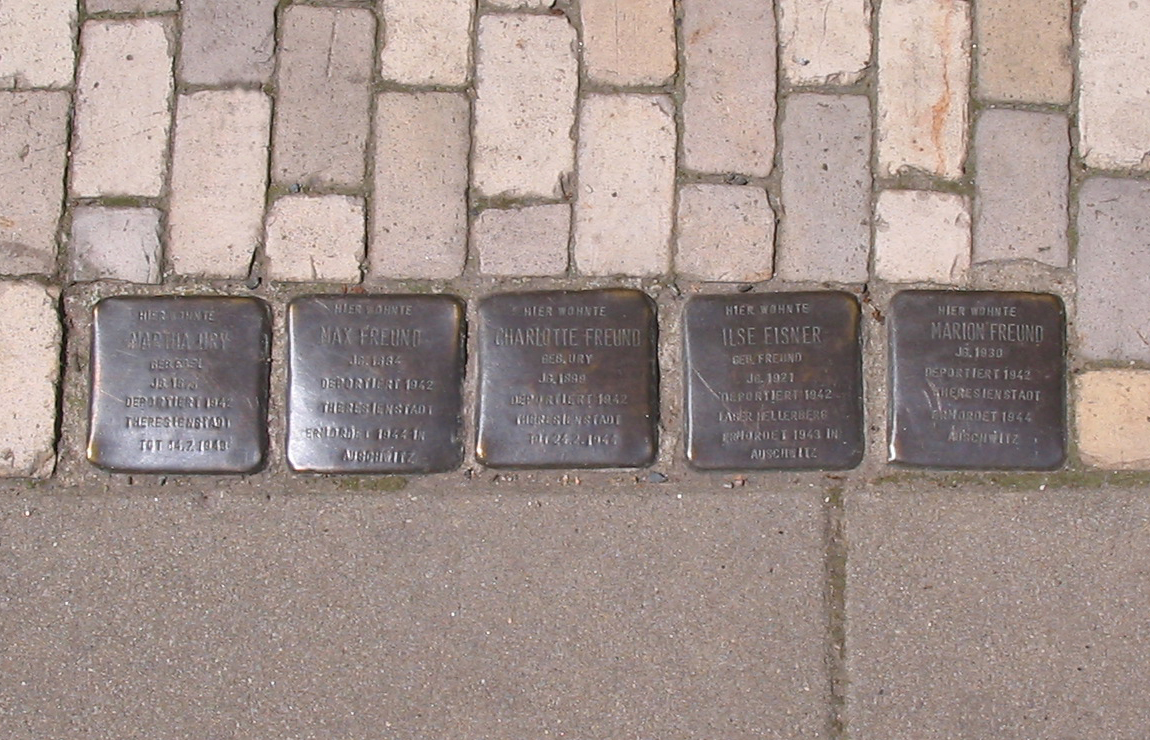
Die Stolpersteine in der Moritzburger Straße

Curt Günther gehörte auch das nebenstehende zweigeschossige Gebäude, das er 1924 durch das Wohn- und Geschäftshaus Moritzburger Straße 3 ersetzen ließ.
Am 26. Juli 2005 wurden vor dem Wohnhaus-Eingang der Moritzburger Straße 1 im Rahmen des gleichnamigen Projekts fünf Stolpersteine im Andenken an die jüdische Familie Freund aus der zweiten Etage verlegt, die in das Ghetto Theresienstadt beziehungsweise in das KZ Auschwitz deportiert und dort ermordet wurde.